# WASP-56
WASP-56とは、地球からかみのけ座の方向に位置するスペクトル分類がG6の太陽と類似した恒星である。見かけの等級は11.48。ラッキーイメージング技術を用いたカラル・アルト天文台による観測では、3.4秒角離れた位置に伴星候補が検出されたが、これが実際にWASP-56との連星であるのか見かけの二重星であるかは不明である。
| 太陽 | WASP-56   |
| ---- | --------- |
| 太陽 | Exoplanet |

## 惑星系
WASP-56には、2011年にスーパーWASPによるトランジット法を用いた観測によって発見された太陽系外惑星であるWASP-56bを持っていることが知られている。3回の観測期間で14回のトランジットが観測された。それらのトランジットはそれぞれ214分間続き、恒星の明るさは14ミリ等級減少した。WASP-56bの質量は木星の約0.6倍で、公転周期は約4.6日である。この惑星は重金属で構成された大きな核を持っているとされている。
| 名称 （恒星に近い順） | 質量                  | 軌道長半径 （天文単位）  | 公転周期 (日)      | 軌道離心率 | 軌道傾斜角     | 半径                  |
| --------------------- | --------------------- | ------------------------ | ------------------ | ---------- | -------------- | --------------------- |
| b                     | 0.599+0.040 −0.039 MJ | 0.05614+0.00040 −0.00041 | 4.6171010±0.000003 | <0.082     | 88.5+0.1 −0.2° | 1.092+0.035 −0.033 RJ |